# Eparchia joszkar-olijska
Eparchia joszkar-olijska – jedna z eparchii Rosyjskiego Kościoła Prawosławnego, z siedzibą w Joszkar-Ole. Jej obecnym zwierzchnikiem jest metropolita joszkar-olijski i marijski Jan (Timofiejew), zaś funkcje katedry pełni od 2016 sobór Zwiastowania w Joszkar-Ole (wcześniej katedrą eparchii był sobór Wniebowstąpienia Pańskiego w tym mieście). Terytorium eparchii było początkowo tożsame z obszarem republiki Mari El. W 2017 r. rejony kużenierski, mari-turiecki, morkiński, nowotorjalski, parangiński oraz wołżski, a także miasto Wołżsk zostały włączone do nowej eparchii wołżskiej. Jednocześnie z tych dwóch eparchii (macierzystej i nowej) utworzono metropolię marijską.
Eparchia powstała w 1993 poprzez wydzielenie z eparchii kazańskiej i tatarstańskiej. Jej ordynariuszem, od początku funkcjonowania administratury, jest biskup (od 2004 arcybiskup, od 2017 metropolita) Jan (Timofiejew). Eparchii podlegają dwa monastery: męska Pustelnia Matki Bożej i św. Sergiusza oraz żeńska Pustelnia Świętych Niewiast Niosących Wonności w Jeżowie.